# Owyhee County
Owyhee County är ett administrativt område i delstaten Idaho, USA, med 11 526 invånare (2010). Den administrativa huvudorten (county seat) är Murphy. 

## Geografi
Enligt United States Census Bureau har countyt en total area på 19 934 km². 19 886 km² av den arean är land och 48 km² är vatten.

### Angränsande countyn
- Canyon County - nord
- Ada County - nord
- Elmore County - nord
- Twin Falls County - öst
- Elko County, Nevada - syd
- Humboldt County, Nevada - sydväst
- Malheur County, Oregon - väst

### Städer och samhällen
- Grand View
- Homedale
- Marsing
- Murphy (huvudort)